# Syndykat zbrodni
Syndykat zbrodni – amerykański film fabularny z 1974 roku. Został nakręcony w Skagit River, Lake Chelan i Seattle oraz w Los Angeles.

## Fabuła
Joseph Frady to młody, pełen pasji dziennikarz. Zauważa on, że reporterzy, będący świadkami zamachu na jednego z senatorów, giną w dziwnych okolicznościach. Rozpoczyna własne śledztwo, w trakcie którego odkrywa, że zamach był częścią intrygi, w którą zamieszana jest zagadkowa korporacja o nazwie Parallax, świadcząca usługi terapeutyczne. Aby odkryć prawdę, Joe postanawia skorzystać z jej usług.

## Obsada
- Warren Beatty - Joseph Frady
- Hume Cronyn - Bill Rintels
- William Daniels - Austin Tucker
- Kenneth Mars - były agent FBI
- Marlin Davis - senator Hammond
- Bill McKinney - zamachowiec
- Alma Beltran - Joy Holder

i inni

## Wyróżnienia
Film zajął 1 miejsce w rankingu na największe filmowe teorie spiskowe dziejów magazynu Newsweek w 2009 roku.

## Nagrody i nominacje[3]
Amerykańska Gildia Scenarzystów (1975):
- Nominacja w kategorii Najlepszy scenariusz adaptowany dramatu

Amerykańskie Stowarzyszenie Krytyków Filmowych (1975):
- Wygrana w kategorii Najlepsze zdjęcia